# 后舍男生
后舍男生网络又称“广美男生”、“两个男生”，是由两个中国广州美术学院的男生和一位神秘人物组成的一个表演组合。他们通过搞怪的动作、跟着音乐对口型制作的音乐录影带，在网络上受到人们的关注。2011年5月26日，后舍男生与太合麦田合约到期决定分开活动，但表示后舍男生不会解散（页面存档备份，存于） 。

## 组成人员
组成后舍男生的三位男孩都就读于广州美院2002级雕塑系而且他们住在同一个宿舍。2006年6月他们大学毕业。（页面存档备份，存于）
- 韦炜，艺名：小LONG，身高1.89米、体重90kg、生日1982年10月18日，中国广西人。
- 黄艺馨，艺名：大LONG，身高1.73米、体重58kg、生日1982年11月16日，中国广东揭阳人。
- 肖静，神秘的第三人，身高1.70米、体重62kg、生日1984年6月，中国湖南人，通常以背影出现，喜欢玩反恐精英游戏。

## 模仿的曲目
他们拍摄的音乐录影带是用摄象头自拍，和着音乐对口型，并配以各种表情和动作。
- As Long As You Love Me
- 分开旅行
- I Want It That Way
- 童话
- 波斯貓
- Superstar
- Get Down
- Radio In My Head
- 不得不愛
- Dadada
- Don't Lie
- A Public  Affair
- We Will Rock You
- 脱掉

## 影响
在第一集翻拍的口型MV发布在网上后，引起网友的关注。随后他们推出了后续的几集。此后他们的MV被许多网站的BBS转载。
随着他们在网络上走红，也引起了媒体的关注。新浪网、国际在线等网络媒体，以及《南方都市报》等平面媒体都对他们作了专访。部分媒体拿他们和芙蓉姐姐作比较，认为这是网络时代的特有现象。但对他们的评价较为平和。
Tom网站取得了Radio In My Head的播放权，并且举办了网络口型我秀比赛，比赛形式就是进行对口型的视频表演。

## 代言公益事业
后舍男生曾经拍摄过MOTO手机广告，并和谢霆锋一起拍过百事可乐广告。
在2006年他们作为大使支持思科网助计划。2007年12月，他们支持笑笑团，并在广州美术学院和在场学生互动，支持搜集微笑以及“中国加油”活动。

## 参与演出
- 2008年 电影 《哈！哈！哈！》
- 2008年 电影 《十全九美》 合作演员：立威廉、黄奕、李湘、汪涵
- 2022年 后街男孩线上演唱会直播连线